# Semiothisa arularia
Semiothisa arularia là một loài bướm đêm trong họ Geometridae.